# Термоелектрана у Земуну
Термоцентрала у Земуну је термоцентрала изграђена на десној обали Дунава 1901. године. Налази се у близини Дунавског паробродског друштва.

## Историјат
Општина Земун је са мађарским друштвом „Деоничарско друштво за електрична и прометна предузећа, Будимпешта“ склопила уговор о изградњи термоцентрале у Земуну 12. априла 1899. године. Ово друштво је изградило и термоцентрале у Сремској Митровици, Кикинди, Новом Саду и Сенти.
Термоцентрала је почела да се гради на десној обали Дунава у близини Дунавског паробродског друштва, 1. јуна 1900. године. Изградња термоцентрале је завршена 1. јануара 1901. године, што је омогућило да прве вечери новог века (20. века) Земун буде обасјан електричном светлошћу. Угаљ потребан термоцентрали није допреман Дунавом, иако је она изграђена на обали реке, већ возом до железничке станице у Земуну, а потом коњском запрегом до термоцентрале.
Стандардизација карактеристика електроенергетског система била је тада у фази настајања у Србији и то је захтевало нова улагања. Власници електричних централа из Аустроугарске нису више имали економски интерес за одржавање старих и градњу нових електричних централа. Због тога је „Деоничарско друштво за електрична и прометна предузећа, Будимпешта“ продало своје концесије домаћим акционарима. Друштво је надаље постојало као „Деоничарско друштво за електрична и прометна предузећа у Земуну“. Ипак, домаћи акционари нису имали средства потребна за улагање у модернизацију термоцентрале у Земуну, па су покренули продају акција. Шведска фирма „Електро-инвест” (енгл. Elektro-invest A.B.) постала је, поред осталих, власник термоцентрала у Панчеву и Земуну, 1930. године. Све електричне централе су задржале име фирме под којим су до тада биле регистроване, иако је дошло до промене власника.

### Панчево-Земун
Производња електричне енергије у термоцентрали Панчево била је изузетно скупа, што је довело до незадовољства грађана и општине. Због незадовољства уследио је „електрични рат“ са Банатским електричним друштвом у оквиру кога је централа пословала. Рат је кулминирао 1936. године када је постигнут споразум да се Панчево снабдева електричном енергијом из термоцентрале у Земуну. Већ у септембру исте године почела је изградња далековода 15 kV којим су повезане две централе. Споразумом је термоцентрала у Панчеву престала са радом, али је разводни систем могао да се употреби уколико би производња електричне енергије у Земуну престала. Пошто је удаљеност између два града обухватала и ширину Дунава било је потребно да се положи речни електрични кабл по ширини Дунава. Тако су централе могле бити повезане далеководом.
Прво је на Дунавском кеју у Земуну положен подземни трофазни кабл од термоцентрале до оближње прелазне станице од које су полазила четири речна једнофазна кабла. На основу снимка попречног профила Дунава утврђено је да дужина речних каблова мора бити 850 m. Речни кабл је био намотан на бубањ који је био тежак 8,4 тоне, а сваки кабл је појединачно имао 7 kg по једном метру дужине. Тежина је била довољна како би кабл имао стабилан положај на дну реке. У прелазној станици налазиле су се сабирнице и растављачи за трофазни, али и за сваки од четири речна једнофазна кабла. Три речна кабла била су предвиђена за стални рад, а четврти је служио као резерва.
Каблови су постављани истовремено, па је било потребно да брзине одмотавања сва четири бубња буду усаглашене. Четири бубња са кочницом којом је регулисана брзина одмотавања кабла, налазила су се на дрвеном шлепу. На десној обали Дунава, у близини централе, ископан је ров дужине 30 m. У ров су смештани крајеви каблова који су снагом речног тока зароњени у ров и фиксирани за обалу и делимично за речно корито. Шлеп са бубњевима је вукао тегљач Четник, док га је тегљач Кицош потискивао према левој обали Дунава. Шлеп је био привезан на левој обали, а чамцима су на обалу превезени крајеви каблова. Са тог места је кретао ваздушни вод ка Панчеву чиме је завршено повезивање два града далеководом.
Земунска централа се првобитно снабдевала водом из дубоког бунара који се налазио испред машинске зграде. Одатле је вршено снабдевање парних котлова водом, али и снабдевање расхладном водом за кондензацију. Поред зграде налазио се базен за расхладну воду са дрвеним расхладним торњем у средини који је уклоњен 1926. године када је базен реконструисан. Уместо снабдевања водом из бунара, уведено је снабдевање водом из пумпне станице постављене на обали Дунава.
Радови на нормализацији напона и стандардизацији фреквенције струје произведене у термоцентрали извршени су у периоду од 1932–1935. године. Уместо фреквенције од 42 Hz успостављен је рад на 50 Hz, а уместо напона мреже од 2.100 V успостављен је напон од 3.150 V. Том приликом је изграђено и савремено разводно постројење. Након радова на нормализацији термоцентрале, у лето 1937. године предузети су радови на њеном проширењу. Том приликом је изграђен димњак висине 60 m, уграђени су нови парни котао и турбоагрегат са постројењем за кондензацију, а котларница је дограђена. Изграђена је и армирано-бетонска пумпна станица на обали Дунава. Пумпа је имала две електричне пумпе за допрему расхладне воде из Дунава у таложни базен који се налазио у дворишту електране, из кога су хлађени кондензатори сва три турбогенератора. Радови су завршени 1939. године.
За 1937. је најављено увођење блок-тарифе, прве у Југославији: преко одређене количине, киловат-час би се плаћао дупло мање.
Реконструкције и проширења у циљу подмиривања потреба потрошача вршена су све до 1941. године. Термоцентрала је успешно радила до 1965. године када је, са снагом од 7,3 MW, престала са радом.

## Галерија
- Замена дела оштећеног речног кабла, 1938. година
- Припреме за спуштање у Дунав армирано-бетонског каптажног бунара, фебруар 1939. године.